# المحكمة الوطنية لحق اللجوء
المحكمة الوطنية لجق اللجوء أو لجنة استئناف اللاجئين سابقًا، هي محكمة فرنسية إدارية.

## تاريخها
في الأصل، بدأت المؤسسة كلجنة استئناف اللاجئين بموجب القانون الصادر في 25 يوليو 1952. و هي مذكورة في القانون رقم ل 731-1 من قانون دخول وإقامة الأجانب وحق اللجوء. و تنص المادة على ز
"المحكمة الوطنية لحق اللجوء هي مؤسسة قضائية إدارية، توضع تحت سلطة رئيس، عضو بمجلس الدولة ، يعينه نائب رئيس مجلس الدولة."
هذه المحكمة تنظر في الطعون ضد القرارات الصادرة عن المكتب الفرنسي لحماية اللاجئين وعديمي الجنسية.
و هي توجد في 35 بشارع كورفييه في مونترويل بمنطقة سان سان دونيس. ترأسها السيدة كيمارلان منذ يونيو 2018.

## سلطتها
تختص المحكمة بالبت في الطعون ضد قرارات المكتب الفرنسي لحماية اللاجئين وعديمي الجنسية التي تمنح أو ترفض الاستفادة من اللجوء وتسحب الحق اللجوء؛ إضافة إلى مراجعة الإجراءات والطعون في القرارات التي ترفض طلب المراجعة (المعروف أيضًا باسم "إعادة فتح القضية").